# StreetComplete
StreetCompleteは、事前知識がなくても使いやすいオープンストリートマップエディタである。このアプリは、周囲の場所や建物などについて「ここの営業時間は何時か？」や「これはまだここにあるか？」などの簡単な質問をユーザーに提示する。これらの質問に答えることで、オープンストリートマップデータベースをより完全で最新の状態に保つことができる。

## 機能
StreetCompleteは、オープンストリートマップのデータが欠落しているか、最新ではない可能性のある場所や物を地図上にマークする。ユーザーは、簡単な質問（クエストと呼ばれる）に答えることで、この欠落したデータを補完できる。クエストは現場ですばやく簡単に回答できるよう設計されており、特別な専門知識や事前知識は必要ない。  質問は幅広いトピックをカバーしている。  
- この建物の番地は何か？
- この停留所に屋根はあるか？
- この横断歩道の両端に点字ブロックはあるか？
- ここには何台の自転車を駐められるか？
- ここの歩道の表面はどのような状態か？
- ここのメニューにベジタリアン向けの品はあるか？

アプリには、質問に答えられない場合に他のオープンストリートマップ貢献者に助けを求めるオプションがある。  
StreetCompleteは、既存のデータにさらに詳細を追加することに重点を置いている。そのため、ユーザーはオープンストリートマップデータベースに保存されているデータの一部のみを変更できる。たとえば、建物や道路の形状を変更することはできず、そのような編集を行うにはiDなどの他のエディタに切り替える必要がある。

## ゲーミフィケーション
このアプリのユニークな特徴は、ゲーミフィケーションを活用し、クエストの解決を楽しく競争的なものにしている点である。ユーザーはクエストを解決するたびにポイントを獲得し、国内および世界ランキングを向上させることができる。

## 利用
オープンストリートマップエディタのランキングでは、StreetCompleteはユーザー数で2位、編集数で4位となっている。また、スマートフォン向けアプリとしては、両方のカテゴリで最も利用されている。

## 開発
StreetCompleteはGNU General Public License 3.0でライセンスされ、オープンソースプロジェクトとして継続的に開発されている。ソースコードはプロジェクトのWebサイトで公開されている。Androidアプリは2017年にリリースされ、iOSバージョンも計画されている。